# Вільям Чемберс
Вільям Чемберс  (італ. Sir William Chambers 23 лютого 1723 року, Гетеборг - 8 березня 1796 р Лондон) — шотландський архітектор, представник неокласицизму в архітектурі.

## Біографія
Вільям Чемберс народився у сім'ї шведських торговців, які переселилася в Йоркшир, Північна Англія. З 1740 року Чамберс перебував на посаді службовця у Шведській Ост-Індійській компанії. Об'їздив багато країн Європи і Далекого Сходу. З поїздки в Китай (1748—1749) Чемберс привіз багато малюнків, акварелей і гравюр у китайському стилі.
Після повернення в Європу Чамберс навчався архітектурі в Парижі у Школі мистецтв у Жака-Франсуа Блонделя Молодшого і Шарля де Вайї. Пізніше п'ять років він провів у Римі, де вивчав античне мистецтво і архітектуру римського класицизму. У 1755
році він повернувся в Англію. У наступні роки Вільям Чемберс під впливом творчості Роберта Адама і майстерні «Адельфи», звернувся до естетики стилю помпейського або етруського стилів. Так на той час називали неокласичний стиль в архітектурі.
У 1757 р Чемберс опублікував книгу «Креслення китайських будівель». Там були зображення садових павільйонів, меблів, екзотичних костюмів і китайських садів. Книга вплинула на багатьох англійських художників, а Чемберс став особистим архітектором Августи Саксен-Готської, принцеси Уельської. Вона розширила Королівські ботанічні сади. Там Чемберс побудував низку споруд, у тому числі Велику пагоду. у 1776—1796 рр. він звів нову будівлю Сомерсет-хауса в Лондоні.
У 1768 р. Чемберс став членом Королівської академії мистецтв, і отримав посаду королівського генерал-інтенданта з будівництва.

## Стиль «чемберс»
У малюнках і спорудах Чемберс використав елементи «помпейского», «готичного» і «китайського» стилів. Про цього художника говорили, що він був першим англійцем, який не побоявся «з'єднати форми античної та китайської архітектури». У цей час набули поширення меблі з бамбука і дедалі помітнішим став вплив французького рококо. У проектах Чемберса і Чіппендейла з'єднувалися з «китайщиной» і тому «стиль короля Георга II» обґрунтовано називають англійським рококо, або «стилем Чемберса». Російський переклад книги Чемберса «Про східне садівництво» (A Dissertation on Oriental Gardening) у 1771 р був виданий в Санкт-Петербурзі і сприяв захопленню «китайщиной» і романтичної архітектурою при дворі імператриці Катерини II.